# Bildzitat
Als Bildzitat bezeichnet man im Urheberrecht das Zitat eines urheberrechtlich geschützten Bildes.

## Deutschland
In wissenschaftlichen (und populärwissenschaftlichen) Werken ist nach § 51 UrhG das Großzitat zulässig.
Seit langem ist aber auch das große Kleinzitat, das vom Gesetzeswortlaut bis 31. Dezember 2007 nicht gedeckt war (Nr. 2: zulässig ist es, Stellen eines Werkes nach der Veröffentlichung in einem selbständigen Sprachwerk anzuführen), in der Rechtsprechung anerkannt.
Voraussetzung ist, dass das Bild veröffentlicht ist, nicht verändert wird und eine korrekte Quellenangabe erfolgt. Außerdem muss zwischen dem neuen und dem zitierten Werk ein Bezug bestehen, der Zitatzweck, zum Beispiel wenn das Werk als Beleg für die eigene Gedankenführung (Belegfunktion) herangezogen wird oder um den eigenen Standpunkt zu begründen, zu veranschaulichen oder besser verständlich zu machen. Auch die kritische Auseinandersetzung mit dem zitierten Werk ist erlaubt. Nicht zulässig ist, das Werk nur zu dem Zweck einzusetzen, um sich eigene Ausführungen zu ersparen oder das eigene Werk zu illustrieren.
Als Beispiel für ein nicht zulässiges Bildzitat hier der folgende Fall: Das Landgericht Berlin erließ eine einstweilige Verfügung (Beschluss, Photonews 4/2000, 12), die ein Schwarzweiß-Foto aus dem Buch Odessa betraf, das vom Tagesspiegel leicht beschnitten und blau eingefärbt worden war. Die Veröffentlichung wurde der Zeitung untersagt: „Ein Zitat erfordere einen Zitatzweck und eine Auseinandersetzung mit dem Bild im Text, wobei das Bild nur unverändert und mit zutreffender Quellen- bzw. Urheberangabe veröffentlicht werden darf.“

## Österreich
Auch in Österreich wurde die entsprechende Gesetzeslücke vom OGH im Jahr 2000 mit einer Entscheidung zur Zulässigkeit von Bildzitaten geschlossen: „Die Regelung des Zitatrechts wird aber der Tatsache nicht gerecht, dass im Interesse der Meinungsfreiheit ein Bildzitat ebenso notwendig sein kann wie die Wiedergabe einzelner Teile eines Sprachwerks und ebenso der geistigen Auseinandersetzung dienen kann wie die Zitierung ganzer Bilder in wissenschaftlichen Werken.“

## Schweiz
Im Schweizer Urheberrechtsgesetz (URG) sind Bildzitate nicht ausdrücklich geregelt. Art. 25 Zitate des URG lautet:
1. Veröffentlichte Werke dürfen zitiert werden, wenn das Zitat zur Erläuterung, als Hinweis oder zur Veranschaulichung dient und der Umfang des Zitats durch diesen Zweck gerechtfertigt ist.
2. Das Zitat als solches und die Quelle müssen bezeichnet werden. Wird in der Quelle auf die Urheberschaft hingewiesen, so ist diese ebenfalls anzugeben.

Im Kommentar zum URG von Barrelet/Egloff (3. Auflage, 2008) wird die Auffassung vertreten, dass Werke der bildenden Kunst „die einzige Ausnahme“ von diesem Zitatrecht darstellen. Laut Barrelet/Egloff dürfen „Gemälde, Karikaturen, Grafiken und andere bildliche Darstellungen“ auch nicht als Zitate vervielfältigt werden. Sie begründen das mit dem Werdegang der Bestimmung; der Gesetzgeber sei durch die kollektive Verwertung des Vervielfältigungsrechts an Werken der bildenden Kunst davon überzeugt worden, dass für diese ein Zitatrecht nicht notwendig sei. Hingegen schreiben Studer/Blum/Schweri in „Urheberrecht für Medienschaffende in der Schweiz“ (2007), dass Bildzitate vom Zweck der gesetzlichen Zitatordnung her möglich sein müssen. Sie halten ausdrücklich fest, dass Ivan Cherpillod in Bd. II/1 von „Schweizerisches Immaterialgüter- und Wettbewerbsrecht“ (SIWR, 2. Auflage, 2005) Barrelet/Egloff „zu Recht“ widerspreche (es wird auf die im Jahr 2000 erschienene 2. Auflage des Kommentars von Barrelet/Egloff Bezug genommen) und zitieren Cherpillod mit dem Satz „Das Zitat von Werken der bildenden Kunst, beispielsweise in einem geschichtlichen Werk, ist keineswegs ausgenommen.“

## Frankreich
Gemäß Art. L. 122-5 3° a) CPI kann der Urheber Analysen und kurze Zitate, die durch den kritischen, polemischen, pädagogischen, wissenschaftlichen oder informatorischen Charakter des Werkes gerechtfertigt sind, in das sie eingefügt sind, nicht verbieten. Diese Zitierfreiheit erfasst nach klassischer Ansicht nur literarische Werke und somit keine Bildzitate; im Schrifttum und in neuerer Zeit auch in der Rechtsprechung wird dieser engen Auffassung jedoch zum Teil entgegengetreten und eine derartige Werkartenbeschränkung abgelehnt.